# Voetbal op de Olympische Zomerspelen 1984
Voetbal is een van de sporten die beoefend werden tijdens de Olympische Zomerspelen 1984 in Los Angeles. Er was alleen een mannentoernooi.

## Kwalificatie
Tsjecho-Slowakije (titelverdediger), Oost-Duitsland en de Sovjet-Unie trokken zich kort voor het toernooi terug vanwege de Sovjet boycot. Vervangers waren de teams van West-Duitsland, Italië en Noorwegen. Het gastland was automatisch gekwalificeerd, de andere landen speelden kwalificatiewedstrijden op het eigen contitent. 
| Toernooi             | Werelddeel                 | Plaatsen | Geplaatste landen |
| -------------------- | -------------------------- | -------- | --- |
| Kwalificatietoernooi | Automatisch                | 1        | Verenigde Staten (gastland) |
| Kwalificatietoernooi | Europa                     | 5        | Frankrijk Tsjecho-Slowakije Italië (verving Tsjecho-Slowakije) DDR Noorwegen (verving DDR) Sovjet-Unie Bondsrepubliek Duitsland (verving Sovjet-Unie) Joegoslavië |
| Kwalificatietoernooi | Azië                       | 3        | Qatar Irak Saoedi-Arabië |
| Kwalificatietoernooi | Afrika                     | 3        | Marokko Egypte Kameroen |
| Kwalificatietoernooi | Noord- en Centraal Amerika | 2 (+1)   | Canada Costa Rica |
| Kwalificatietoernooi | Zuid-Amerika               | 2        | Brazilië Chili |
| Totaal               | Totaal                     | 16       | |

## Stadions
| Pasadena                             | Boston                             | Annapolis                                    | Stanford                            |
| ------------------------------------ | ---------------------------------- | -------------------------------------------- | ----------------------------------- |
| Rose Bowl capaciteit: 103.300        | Harvard Stadium capaciteit: 30.323 | Navy–Marine Corps Stadium capaciteit: 34.000 | Stanford Stadium capaciteit: 84.500 |
|                                      |                                    |                                              |                                     |
| · Pasadena Boston Annapolis Stanford |                                    |                                              |                                     |

## Competitieschema
| GF | Groepsfase | ¼ | Kwartfinale | ½ | Halve finales | B | Bronzen finale | F | Finale |

| 29 zon | 30 maa | 31 din | 1 woe | 2 don | 3 vrij | 4 zat | 5 zon | 6 maa | 7 din | 8 woe | 9 don | 10 vrij | 11 zat |
| ------ | ------ | ------ | ----- | ----- | ------ | ----- | ----- | ----- | ----- | ----- | ----- | ------- | ------ |
| GF     | GF     | GF     | GF    | GF    | GF     |       | ¼     | ¼     |       | ½     |       | B       | F      |

## Scheidsrechters
Noord- en Midden-Amerika
- Tony Evangelista
- Antonio Márquez
- Luis Paulino Siles
- David Socha

Zuid-Amerika
- Romualdo Arppi Filho
- Gastón Castro
- Jesús Díaz
- Jorge Eduardo Romero

Afrika
- Mohamed Hossameldin
- Gebreyesus Tesfaye
- Bester Kalombo

Azië
- Abdul Aziz Al-Salmi
- Kyung-Bok Cha
- Toshikazu Sano

Europa
- Enzo Barbaresco
- Ioan Igna
- Jan Keizer
- Brian McGinlay
- Joël Quiniou
- Volker Roth
- Victoriano Sánchez Arminio
- Edvard Sostarić

## Heren

### Groepsfase

#### Groep A
| Rang | Land      | Wed | W | G | V | DV | DT | DS | Ptn |
| ---- | --------- | --- | - | - | - | -- | -- | -- | --- |
| 1    | Frankrijk | 3   | 1 | 2 | 0 | 5  | 4  | +1 | 4   |
| 2    | Chili     | 3   | 1 | 2 | 0 | 2  | 1  | +1 | 4   |
| 3    | Noorwegen | 3   | 1 | 1 | 1 | 3  | 2  | +1 | 3   |
| 4    | Qatar     | 3   | 0 | 1 | 2 | 2  | 5  | –3 | 1   |

|                                |       |       |           |                                                                                |
| 29 juli 1984 19:30 uur (UTC−4) | Chili | 0 – 0 | Noorwegen | Harvard Stadium, Boston Toeschouwers: 25.000 Scheidsrechter: David Socha (USA) |
| 29 juli 1984 19:30 uur (UTC−4) |       |       |           | Harvard Stadium, Boston Toeschouwers: 25.000 Scheidsrechter: David Socha (USA) |

|                                |                        |       |                       |                                                                                                |
| 29 juli 1984 19:30 uur (UTC−4) | Frankrijk              | 2 – 2 | Qatar                 | Navy-Marine Corps Memorial Stadium, Annapolis Toeschouwers: 29.240 Scheidsrechter: Filho (BRA) |
| 29 juli 1984 19:30 uur (UTC−4) | Garande 43' Xuereb 61' |       | 55', 60' Al-Muhannadi | Navy-Marine Corps Memorial Stadium, Annapolis Toeschouwers: 29.240 Scheidsrechter: Filho (BRA) |

|                                |                                          |       |                            |                                                                                |
| 31 juli 1984 19:00 uur (UTC−4) | Frankrijk                                | 2 – 1 | Noorwegen                  | Harvard Stadium, Boston Toeschouwers: 27.832 Scheidsrechter: Volker Roth (FRG) |
| 31 juli 1984 19:00 uur (UTC−4) | François Brisson 5' François Brisson 56' |       | 34' (pen.) Per Egil Ahlsen | Harvard Stadium, Boston Toeschouwers: 27.832 Scheidsrechter: Volker Roth (FRG) |

|                                |           |       |       |                                                                                                 |
| 31 juli 1984 19:00 uur (UTC−4) | Chili     | 1 – 0 | Qatar | Navy-Marine Corps Memorial Stadium, Annapolis Toeschouwers: 14.508 Scheidsrechter: Siles ((CRC) |
| 31 juli 1984 19:00 uur (UTC−4) | Baeza 52' |       |       | Navy-Marine Corps Memorial Stadium, Annapolis Toeschouwers: 14.508 Scheidsrechter: Siles ((CRC) |

|                                   |           |                                 |       |                                                                                   |
| 2 augustus 1984 19:00 uur (UTC−4) | Noorwegen | 0 – 2                           | Qatar | Harvard Stadium, Boston Toeschouwers: 17.529 Scheidsrechter: Bester Kalombo (MAW) |
| 2 augustus 1984 19:00 uur (UTC−4) |           | 22' Joar Vaadal 53' Joar Vaadal |       | Harvard Stadium, Boston Toeschouwers: 17.529 Scheidsrechter: Bester Kalombo (MAW) |

|                                   |           |       |             |                                                                                                 |
| 2 augustus 1984 19:00 uur (UTC−4) | Chili     | 1 – 1 | Frankrijk   | Navy-Marine Corps Memorial Stadium, Annapolis Toeschouwers: 28.114 Scheidsrechter: Keizer (NED) |
| 2 augustus 1984 19:00 uur (UTC−4) | Santis 9' |       | 50' Lemoult | Navy-Marine Corps Memorial Stadium, Annapolis Toeschouwers: 28.114 Scheidsrechter: Keizer (NED) |

#### Groep B
| Rang | Land        | Wed | W | G | V | DV | DT | DS | Ptn |
| ---- | ----------- | --- | - | - | - | -- | -- | -- | --- |
| 1    | Joegoslavië | 3   | 3 | 0 | 0 | 7  | 3  | +4 | 6   |
| 2    | Canada      | 3   | 1 | 1 | 1 | 4  | 3  | +1 | 3   |
| 3    | Kameroen    | 3   | 1 | 0 | 2 | 3  | 5  | –2 | 2   |
| 4    | Irak        | 3   | 0 | 1 | 2 | 3  | 6  | –3 | 1   |

|                                |          |       |           |                                                                         |
| 30 juli 1984 19:30 uur (UTC−4) | Canada   | 1 – 1 | Irak      | Harvard Stadium, Boston Toeschouwers: 16.730 Scheidsrechter: Díaz (COL) |
| 30 juli 1984 19:30 uur (UTC−4) | Gray 70' |       | 83' Saeed | Harvard Stadium, Boston Toeschouwers: 16.730 Scheidsrechter: Díaz (COL) |

|                                |                           |       |           |                                                                                                 |
| 30 juli 1984 19:00 uur (UTC−4) | Joegoslavië               | 2 – 1 | Kameroen  | Navy-Marine Corps Memorial Stadium, Annapolis Toeschouwers: 15.010 Scheidsrechter: Keizer (NED) |
| 30 juli 1984 19:00 uur (UTC−4) | Nikolić 39' Cvetković 70' |       | 32' Milla | Navy-Marine Corps Memorial Stadium, Annapolis Toeschouwers: 15.010 Scheidsrechter: Keizer (NED) |

|                                   |            |       |      |                                                                          |
| 1 augustus 1984 19:00 uur (UTC−4) | Kameroen   | 1 – 0 | Irak | Harvard Stadium, Boston Toeschouwers: 20.000 Scheidsrechter: Socha (USA) |
| 1 augustus 1984 19:00 uur (UTC−4) | Bahoken 7' |       |      | Harvard Stadium, Boston Toeschouwers: 20.000 Scheidsrechter: Socha (USA) |

|                                   |             |       |        | |
| 1 augustus 1984 19:00 uur (UTC−4) | Joegoslavië | 1 – 0 | Canada | Navy-Marine Corps Memorial Stadium, Annapolis Toeschouwers: 20.000 Scheidsrechter: Hossameldin (EGY) |
| 1 augustus 1984 19:00 uur (UTC−4) | Nikolić 76' |       |        | Navy-Marine Corps Memorial Stadium, Annapolis Toeschouwers: 20.000 Scheidsrechter: Hossameldin (EGY) |

|                                   |           |       |                               |                                                                               |
| 3 augustus 1984 19:00 uur (UTC−4) | Kameroen  | 1 – 3 | Canada                        | Harvard Stadium, Boston Toeschouwers: 27.621 Scheidsrechter: Barbaresco (ITA) |
| 3 augustus 1984 19:00 uur (UTC−4) | Mfédé 76' |       | 43', 82' Mitchell 72' Vrablic | Harvard Stadium, Boston Toeschouwers: 27.621 Scheidsrechter: Barbaresco (ITA) |

|                                   |                      |       |                                   |                                                                                               |
| 3 augustus 1984 19:00 uur (UTC−4) | Irak                 | 2 – 4 | Joegoslavië                       | Navy-Marine Corps Memorial Stadium, Annapolis Toeschouwers: 24.430 Scheidsrechter: Sano (JPN) |
| 3 augustus 1984 19:00 uur (UTC−4) | Saeed 17' Shihab 43' |       | 55', 76', 87' Deverić 86' Nikolić | Navy-Marine Corps Memorial Stadium, Annapolis Toeschouwers: 24.430 Scheidsrechter: Sano (JPN) |

#### Groep C
| Rang | Land           | Wed | W | G | V | DV | DT | DS | Ptn |
| ---- | -------------- | --- | - | - | - | -- | -- | -- | --- |
| 1    | Brazilië       | 3   | 3 | 0 | 0 | 6  | 1  | +5 | 6   |
| 2    | West-Duitsland | 3   | 2 | 0 | 1 | 8  | 1  | +7 | 4   |
| 3    | Marokko        | 3   | 1 | 0 | 2 | 1  | 4  | –3 | 2   |
| 4    | Saoedi-Arabië  | 3   | 0 | 0 | 3 | 1  | 10 | –9 | 0   |

|                                |                     |       |         |                                                                                   |
| 30 juli 1984 19:30 uur (UTC−8) | West-Duitsland      | 2 – 0 | Marokko | Stanford Stadium, Stanford Toeschouwers: 23.228 Scheidsrechter: Evangelista (CAN) |
| 30 juli 1984 19:30 uur (UTC−8) | Rahn 43' Brehme 52' |       |         | Stanford Stadium, Stanford Toeschouwers: 23.228 Scheidsrechter: Evangelista (CAN) |

|                                |                                          |       |               |                                                                         |
| 30 juli 1984 19:00 uur (UTC−8) | Brazilië                                 | 3 – 1 | Saoedi-Arabië | Rose Bowl, Pasadena Toeschouwers: 40.799 Scheidsrechter: McGinlay (GBR) |
| 30 juli 1984 19:00 uur (UTC−8) | Gilmar Popoca 12' Silvinho 50' Dunga 59' |       | 69' Abdullah  | Rose Bowl, Pasadena Toeschouwers: 40.799 Scheidsrechter: McGinlay (GBR) |

|                                   |                   |       |                |                                                                           |
| 1 augustus 1984 19:00 uur (UTC−8) | Brazilië          | 1 – 0 | West-Duitsland | Stanford Stadium, Stanford Toeschouwers: 75.239 Scheidsrechter: Cha (KOR) |
| 1 augustus 1984 19:00 uur (UTC−8) | Gilmar Popoca 86' |       |                | Stanford Stadium, Stanford Toeschouwers: 75.239 Scheidsrechter: Cha (KOR) |

|                                   |           |       |               |                                                                         |
| 1 augustus 1984 19:00 uur (UTC−8) | Marokko   | 1 – 0 | Saoedi-Arabië | Rose Bowl, Pasadena Toeschouwers: 36.909 Scheidsrechter: Šoštarič (YUG) |
| 1 augustus 1984 19:00 uur (UTC−8) | Merry 72' |       |               | Rose Bowl, Pasadena Toeschouwers: 36.909 Scheidsrechter: Šoštarič (YUG) |

|                                   |               |                                                    |                |                                                                            |
| 3 augustus 1984 19:00 uur (UTC−8) | Saoedi-Arabië | 0 – 6                                              | West-Duitsland | Stanford Stadium, Stanford Toeschouwers: 26.242 Scheidsrechter: Igna (ROU) |
| 3 augustus 1984 19:00 uur (UTC−8) |               | 8', 66' Schreier 22', 72' Bommer 24' Rahn 32' Mill |                | Stanford Stadium, Stanford Toeschouwers: 26.242 Scheidsrechter: Igna (ROU) |

|                                   |         |                    |          |                                                                        |
| 3 augustus 1984 19:00 uur (UTC−8) | Marokko | 0 – 2              | Brazilië | Rose Bowl, Pasadena Toeschouwers: 49.355 Scheidsrechter: Sánchez (ESP) |
| 3 augustus 1984 19:00 uur (UTC−8) |         | 64' Dunga 70' Kita |          | Rose Bowl, Pasadena Toeschouwers: 49.355 Scheidsrechter: Sánchez (ESP) |

#### Groep D
| Rang | Land             | Wed | W | G | V | DV | DT | DS | Ptn |
| ---- | ---------------- | --- | - | - | - | -- | -- | -- | --- |
| 1    | Italië           | 3   | 2 | 0 | 1 | 2  | 1  | +1 | 4   |
| 2    | Egypte           | 3   | 1 | 1 | 1 | 5  | 3  | +2 | 3   |
| 3    | Verenigde Staten | 3   | 1 | 1 | 1 | 4  | 2  | +2 | 3   |
| 4    | Costa Rica       | 3   | 1 | 0 | 2 | 2  | 7  | –5 | 2   |

|                                |                             |       |            |                                                                               |
| 29 juli 1984 19:30 uur (UTC−8) | Verenigde Staten            | 3 – 0 | Costa Rica | Stanford Stadium, Stanford Toeschouwers: 78.000 Scheidsrechter: Quiniou (FRA) |
| 29 juli 1984 19:30 uur (UTC−8) | Davis 23', 86' Willrich 35' |       |            | Stanford Stadium, Stanford Toeschouwers: 78.000 Scheidsrechter: Quiniou (FRA) |

|                                |            |       |        |                                                                       |
| 29 juli 1984 19:30 uur (UTC−8) | Italië     | 1 – 0 | Egypte | Rose Bowl, Pasadena Toeschouwers: 37.430 Scheidsrechter: Castro (CHI) |
| 29 juli 1984 19:30 uur (UTC−8) | Serena 63' |       |        | Rose Bowl, Pasadena Toeschouwers: 37.430 Scheidsrechter: Castro (CHI) |

|                                |                                                    |       |              |                                                                               |
| 31 juli 1984 19:00 uur (UTC−8) | Egypte                                             | 4 – 1 | Costa Rica   | Stanford Stadium, Stanford Toeschouwers: 20.645 Scheidsrechter: Ramírez (MEX) |
| 31 juli 1984 19:00 uur (UTC−8) | Khatib 32' Abdelghani 35' Soliman 62' Gadallah 71' |       | 87' Coronado | Stanford Stadium, Stanford Toeschouwers: 20.645 Scheidsrechter: Ramírez (MEX) |

|                                |            |       |                  |                                                                         |
| 31 juli 1984 19:00 uur (UTC−8) | Italië     | 1 – 0 | Verenigde Staten | Rose Bowl, Pasadena Toeschouwers: 63.624 Scheidsrechter: Al-Salmi (KUW) |
| 31 juli 1984 19:00 uur (UTC−8) | Baresi 58' |       |                  | Rose Bowl, Pasadena Toeschouwers: 63.624 Scheidsrechter: Al-Salmi (KUW) |

|                                   |             |       |                  |                                                                              |
| 2 augustus 1984 19:00 uur (UTC−8) | Egypte      | 1 – 1 | Verenigde Staten | Stanford Stadium, Stanford Toeschouwers: 54.973 Scheidsrechter: Romero (ARG) |
| 2 augustus 1984 19:00 uur (UTC−8) | Soliman 27' |       | 8' Thompson      | Stanford Stadium, Stanford Toeschouwers: 54.973 Scheidsrechter: Romero (ARG) |

|                                   |            |       |        |                                                                        |
| 2 augustus 1984 19:00 uur (UTC−8) | Costa Rica | 1 – 0 | Italië | Rose Bowl, Pasadena Toeschouwers: 41.291 Scheidsrechter: Tesfaye (ETH) |
| 2 augustus 1984 19:00 uur (UTC−8) | Rivers 33' |       |        | Rose Bowl, Pasadena Toeschouwers: 41.291 Scheidsrechter: Tesfaye (ETH) |

### Knock-outfase
|  | Kwartfinale           | Kwartfinale           |                        |       | Halve finale       | Halve finale       |  |  | Finale | Finale |
|  |                       |                       |                        |       |                    |                    |  |  |        |        |
|  | 5 augustus – Pasadena |                       |                        |       |                    |                    |  |  |        |        |
|  |                       |                       |                        |       |                    |                    |  |  |        |        |
|  | Frankrijk             | 2                     |                        |       |                    |                    |  |  |        |        |
|  | Frankrijk             | 2                     | 8 augustus – Pasadena  |       |                    |                    |  |  |        |        |
|  | Egypte                | 0                     |                        |       |                    |                    |  |  |        |        |
|  | Egypte                | 0                     | Frankrijk (n.v.)       | 4     |                    |                    |  |  |        |        |
|  | 6 augustus – Pasadena |                       | Frankrijk (n.v.)       | 4     |                    |                    |  |  |        |        |
|  |                       | Joegoslavië           | 2                      |       |                    |                    |  |  |        |        |
|  | Joegoslavië           | Joegoslavië           | 2                      | 5     |                    |                    |  |  |        |        |
|  | Joegoslavië           |                       | 11 augustus – Pasadena | 5     |                    |                    |  |  |        |        |
|  | West-Duitsland        | 2                     |                        |       |                    |                    |  |  |        |        |
|  | West-Duitsland        | 2                     | Frankrijk              | 2     |                    |                    |  |  |        |        |
|  | 5 augustus – Stanford |                       | Frankrijk              | 2     |                    |                    |  |  |        |        |
|  |                       | Brazilië              | 0                      |       |                    |                    |  |  |        |        |
|  | Italië (n.v.)         | Brazilië              | 0                      | 1     |                    |                    |  |  |        |        |
|  | Italië (n.v.)         | 8 augustus – Stanford |                        | 1     |                    |                    |  |  |        |        |
|  | Chili                 | 0                     |                        |       |                    |                    |  |  |        |        |
|  | Chili                 | 0                     | Italië                 | 1     |                    |                    |  |  |        |        |
|  | 6 augustus – Stanford |                       | Italië                 | 1     |                    |                    |  |  |        |        |
|  |                       | Brazilië (n.v.)       | 2                      |       | Wedstrijd om brons | Wedstrijd om brons |  |  |        |        |
|  | Brazilië (pen.)       | Brazilië (n.v.)       | 2                      | 1 (4) | Wedstrijd om brons | Wedstrijd om brons |  |  |        |        |
|  | Brazilië (pen.)       |                       | 10 augustus – Pasadena | 1 (4) |                    |                    |  |  |        |        |
|  | Canada                | 1 (2)                 |                        |       |                    |                    |  |  |        |        |
|  | Canada                | 1 (2)                 | Joegoslavië            | 2     |                    |                    |  |  |        |        |
|  |                       |                       |                        |       |                    |                    |  |  |        |        |
|  | Italië                | 1                     |                        |       |                    |                    |  |  |        |        |
|  | Italië                | 1                     |                        |       |                    |                    |  |  |        |        |

#### Kwartfinale
|                                   |             |              |       |                                                                                |
| 5 augustus 1984 15:00 uur (UTC−8) | Italië      | 1 – 0 (n.v.) | Chili | Stanford Stadium, Stanford Toeschouwers: 67.349 Scheidsrechter: McGinlay (GBR) |
| 5 augustus 1984 15:00 uur (UTC−8) | Vignola 95' |              |       | Stanford Stadium, Stanford Toeschouwers: 67.349 Scheidsrechter: McGinlay (GBR) |

|                                   |                 |       |        |                                                                    |
| 5 augustus 1984 19:00 uur (UTC−8) | Frankrijk       | 2 – 0 | Egypte | Rose Bowl, Pasadena Toeschouwers: 66.228 Scheidsrechter: Cha (KOR) |
| 5 augustus 1984 19:00 uur (UTC−8) | Xuereb 29', 52' |       |        | Rose Bowl, Pasadena Toeschouwers: 66.228 Scheidsrechter: Cha (KOR) |

|                                   |                               |              |                             |                                                                             |
| 6 augustus 1984 17:00 uur (UTC−8) | Brazilië                      | 1 – 1 (n.v.) | Canada                      | Stanford Stadium, Stanford Toeschouwers: 36.150 Scheidsrechter: Siles (CRC) |
| 6 augustus 1984 17:00 uur (UTC−8) | Gilmar Popoca 72'             |              | 58' Mitchell                | Stanford Stadium, Stanford Toeschouwers: 36.150 Scheidsrechter: Siles (CRC) |
| 6 augustus 1984 17:00 uur (UTC−8) | Strafschoppen                 |              |                             | Stanford Stadium, Stanford Toeschouwers: 36.150 Scheidsrechter: Siles (CRC) |
| 6 augustus 1984 17:00 uur (UTC−8) | Gilmar Kita Ademir André Luiz | 4–2          | Wilson Mitchell Bridge Gray | Stanford Stadium, Stanford Toeschouwers: 36.150 Scheidsrechter: Siles (CRC) |

|                                   |                                                         |       |                          |                                                                       |
| 6 augustus 1984 19:00 uur (UTC−8) | Joegoslavië                                             | 5 – 2 | West-Duitsland           | Rose Bowl, Pasadena Toeschouwers: 58.439 Scheidsrechter: Romero (ARG) |
| 6 augustus 1984 19:00 uur (UTC−8) | Cvetković 21', 58', 70' Radanović 27' Gračan 46' (pen.) |       | 1' Bommer 28' Bockenfeld | Rose Bowl, Pasadena Toeschouwers: 58.439 Scheidsrechter: Romero (ARG) |

#### Halve finale
|                                   |                                                |              |                           |                                                                        |
| 8 augustus 1984 18:15 uur (UTC−8) | Frankrijk                                      | 4 – 2 (n.v.) | Joegoslavië               | Rose Bowl, Pasadena Toeschouwers: 97.451 Scheidsrechter: Ramírez (MEX) |
| 8 augustus 1984 18:15 uur (UTC−8) | Bijotat 7' Jeannol 15' Lacombe 96' Xuereb 119' |              | 63' Cvetković 74' Deverić | Rose Bowl, Pasadena Toeschouwers: 97.451 Scheidsrechter: Ramírez (MEX) |

|                                   |           |              |                               |                                                                             |
| 8 augustus 1984 20:30 uur (UTC−8) | Italië    | 1 – 2 (n.v.) | Brazilië                      | Stanford Stadium, Stanford Toeschouwers: 83.642 Scheidsrechter: Socha (USA) |
| 8 augustus 1984 20:30 uur (UTC−8) | Fanna 62' |              | 53' Gilmar Popoca 95' Ronaldo | Stanford Stadium, Stanford Toeschouwers: 83.642 Scheidsrechter: Socha (USA) |

#### Bronzen finale
|                                    |                        |       |                    |                                                                          |
| 10 augustus 1984 19:00 uur (UTC−8) | Joegoslavië            | 2 – 1 | Italië             | Rose Bowl, Pasadena Toeschouwers: 100.374 Scheidsrechter: McGinlay (GBR) |
| 10 augustus 1984 19:00 uur (UTC−8) | Baljić 59' Deverić 81' |       | 27' (pen.) Vignola | Rose Bowl, Pasadena Toeschouwers: 100.374 Scheidsrechter: McGinlay (GBR) |

#### Finale
|                                    |                        |       |          |                                                                        |
| 11 augustus 1984 19:00 uur (UTC−8) | Frankrijk              | 2 – 0 | Brazilië | Rose Bowl, Pasadena Toeschouwers: 101.799 Scheidsrechter: Keizer (NED) |
| 11 augustus 1984 19:00 uur (UTC−8) | Brisson 55' Xuereb 60' |       |          | Rose Bowl, Pasadena Toeschouwers: 101.799 Scheidsrechter: Keizer (NED) |

### Eindrangschikking
| rang   | land        |
| ------ | ----------- |
| Goud   | Frankrijk   |
| Zilver | Brazilië    |
| Brons  | Joegoslavië |
| 4      | Italië      |